# Shinkichi Hashimoto
Shinkichi Hashimoto (橋本 進吉, Hashimoto Shinkichi), né le 24 décembre 1882 - décédé le 30 janvier 1945, est un linguiste japonais né à Tsuruga dans la préfecture de Fukui.

## Biographie
Hashimoto est particulièrement connu pour sa découverte du Jōdai Tokushu Kanazukai (en) qui indique clairement que l'ancien japonais faisait plus de distinctions syllabiques que les périodes ultérieures de la langue. Cette découverte a conduit à l'hypothèse que le japonais ancien avait huit voyelles tandis que le japonais moderne n'en a que cinq. Sa description systématique de la grammaire japonaise a également posé les fondations de l'enseignement du langage pour les enfants japonais.

## Source de la traduction
- (en) Cet article est partiellement ou en totalité issu de l’article de Wikipédia en anglais intitulé « Shinkichi Hashimoto » (voir la liste des auteurs).
- Notices d'autorité :   - VIAF
  - ISNI
  - IdRef
  - LCCN
  - Italie
  - Japon
  - CiNii
  - Pays-Bas
  - Israël
  - Corée du Sud
  - WorldCat